# Waldemar Klepke
Waldemar Klepke (* 6. Oktober 1882 in Bromberg; † 5. Mai 1945 in Berchtesgaden) war ein deutscher General der Flieger der Luftwaffe im Zweiten Weltkrieg.

## Leben
Beförderungen
- 15. September 1903: Fahnenjunker-Unteroffizier
- 14. November 1903 Fähnrich
- 18. August 1904 Leutnant
- 18. August 1912 Oberleutnant
- 28. November 1914 Hauptmann
- 1. Juli 1926 Major
- 1. Februar 1931 Oberstleutnant
- 1. Juli 1933 Oberst
- 1. Oktober 1935 Generalmajor
- 1. August 1937 Generalleutnant
- 1. Januar 1939 General der Flieger

### Frühe Jahre und Erster Weltkrieg
Klepke trat als Fahnenjunker am 20. April 1903 in das 4. Magdeburgische Infanterie-Regiment Nr. 67 der Preußischen Armee ein und wurde nach dem erfolgreichen Besuch der Kriegsschule in Kassel am 18. August 1904 zum Leutnant befördert. Er diente als Kompanieoffizier, von September 1908 bis September 1911 als Bataillonsadjutant, und schließlich bis September 1912 als Regimentsadjutant und Ordonnanzoffizier. Mitte August 1912 zum Oberleutnant befördert, besuchte er von Oktober 1912 bis 31. Juli 1914 die Kriegsakademie und absolvierte vom 1. April bis 31. Mai 1914 die Ausbildung zum Flugbeobachter. 
Nach Ausbruch des Ersten Weltkrieges flog Klepke vom 2. August 1914 bis Ende April 1915 als Beobachter bei der Feldflieger-Abteilung 5 und danach bis Ende Mai 1915 bei der Feldflieger-Abteilung 18. Die Beförderung zum Hauptmann erfolgte am 28. November 1914. Am 31. Mai 1915 wurde Klepke Führer der Feldflieger-Abteilung 45, am 16. Dezember 1916 Führer der Fliegerabteilung 259 (Artillerie). Vom 3. August 1917 bis zum 31. Dezember 1918 war er Gruppenführer der Flieger 16 beim Armeeoberkommando 5. Für sein Wirken während des Krieges erhielt er beide Klassen des Eisernen Kreuzes.

### Zwischenkriegszeit und Zweiter Weltkrieg
Vom 31. Dezember 1918 bis 25. Februar 1919 war Klepke auf dem Fliegerhorst Schneidemühl beim Grenzschutz Ost. Anschließend wurde er zum Kommandeur der Flieger beim XX. Armee-Korps ernannt, eine bald darauf in Führer der Freiwilligen-Fliegertruppe 36 umbenannten Dienststellung. Nach dem Verbot der Militärfliegerei in Deutschland aufgrund der Bestimmungen des Versailler Vertrags wurde Klepke am 1. Oktober 1919 zum Wehrkreiskommando I in Königsberg versetzt. Vom 1. November 1919 bis zum 8. Mai 1920 war er Kommandant des Fliegerhorsts Königsberg. Danach diente er bis zum 30. Juni 1923 als Referent beim Wehrkreiskommando I. 
Zum 1. Juli 1923 wurde Klepke zum 1. (Preußisches) Infanterie-Regiment versetzt, wo er zunächst im Stab und von Januar 1924 bis Ende Januar 1927 als Kompaniechef diente. Dabei wurde er am 1. Juli 1926 zum Major befördert. Von Februar bis Mai 1927 absolvierte Klepke einen geheimen Lehrgang, über dessen Einzelheiten keine Angaben vorliegen; es dürfte jedoch eine fliegerische Spezialausbildung in der Sowjetunion gewesen sein. Im Anschluss daran wurde er am 1. Juni 1927 Lehrer für Flugwesen an der Infanterie-Schule in Dresden. Im selben Jahr wurde er Mitglied des Corps Vandalia Königsberg. Am 1. Oktober 1930 erfolgte seine Versetzung zum 15. Infanterie-Regiment, wo er zunächst zwei Monate im Regimentsstab und dann bis zum 30. September 1932 als Bataillonskommandeur diente und am 1. Februar 1931 Oberstleutnant wurde.
Im Oktober 1932 wurde Klepke Lehrer für Flugwesen an der Kriegsakademie in Berlin. In dieser Dienststellung wurde er am 1. Juli 1933 zum Oberst befördert und am 1. Oktober 1934 zur Luftwaffe versetzt. Am 1. April 1935 wurde Klepke zum Inspekteur der Aufklärungsflieger und des Luftbildwesens im Reichsluftfahrtministerium (RLM) ernannt, gefolgt am 1. Oktober 1935 von der Beförderung zum Generalmajor. Vom 29. Oktober bis zum 22. Dezember 1936 war er vertretungsweise Richter am Reichskriegsgericht, dann ab 23. Dezember 1936 Mitglied des Großen Senats am Reichskriegsgericht. Am 1. August 1937 erfolgte seine Beförderung zum Generalleutnant.
Am 1. Februar 1938 wurde Klepke General der Luftwaffe beim Oberkommando des Heeres und Inspekteur der Aufklärungsflieger und des Luftbildwesens. Nach seiner Beförderung am 1. Januar 1939 zum General der Flieger wurde er vom 1. Februar bis zum 30. April 1939 als Offizier z. b. V. im Reichsluftfahrtministerium und beim Oberkommando der Luftwaffe, ehe er aus dem aktiven Dienst schied. Im Zuge der allgemeinen Mobilmachung wurde er am 26. August 1939 zur Verfügung der Luftwaffe gestellt und zum aktiven Wehrdienst als Höherer Fliegerausbildungskommandeur 3 einberufen. Diese Stellung hatte er bis Ende Mai 1943 inne. Am 31. Mai 1943 wurde seine Mobilmachungsbestimmung aufgehoben und er schied endgültig aus dem Wehrdienst aus. 
Am 5. Mai 1945 nahm sich Klepke in Berchtesgaden selbst das Leben.